# Ménil-Hubert-sur-Orne
Ménil-Hubert-sur-Orne település Franciaországban, Orne megyében. Lakosainak száma 487 fő (2022. január 1.). Ménil-Hubert-sur-Orne Le Mesnil-Villement, Pont-d’Ouilly, Cahan, La Lande-Saint-Siméon, Saint-Philbert-sur-Orne és Athis-Val de Rouvre községekkel határos.

## Népesség
A település népességének változása:
| Lakosok száma | 457  | 478  | 487  | 482  | 483  | 484  | 482  | 483  | 487  |
|               | 2013 | 2015 | 2016 | 2017 | 2018 | 2019 | 2020 | 2021 | 2022 |